# PKP-Baureihe EN57
Die Baureihe EN57 sind dreiteilige elektrische Triebzüge der Polnischen Staatsbahnen (PKP). Seitdem der Nahverkehr aus diesen herausgelöst wurde, fahren sie für die jeweilige Nachfolgegesellschaft, hauptsächlich Przewozy Regionalne, teilweise erheblich modernisiert.
Die Einheiten werden im Nah- und Regionalverkehr eingesetzt.
EN57 sind auch auf den S-Bahnstrecken der Szybka Kolej Miejska w Trójmieście im Großraum Danzig (Gdańsk) im Einsatz.

## Konstruktion

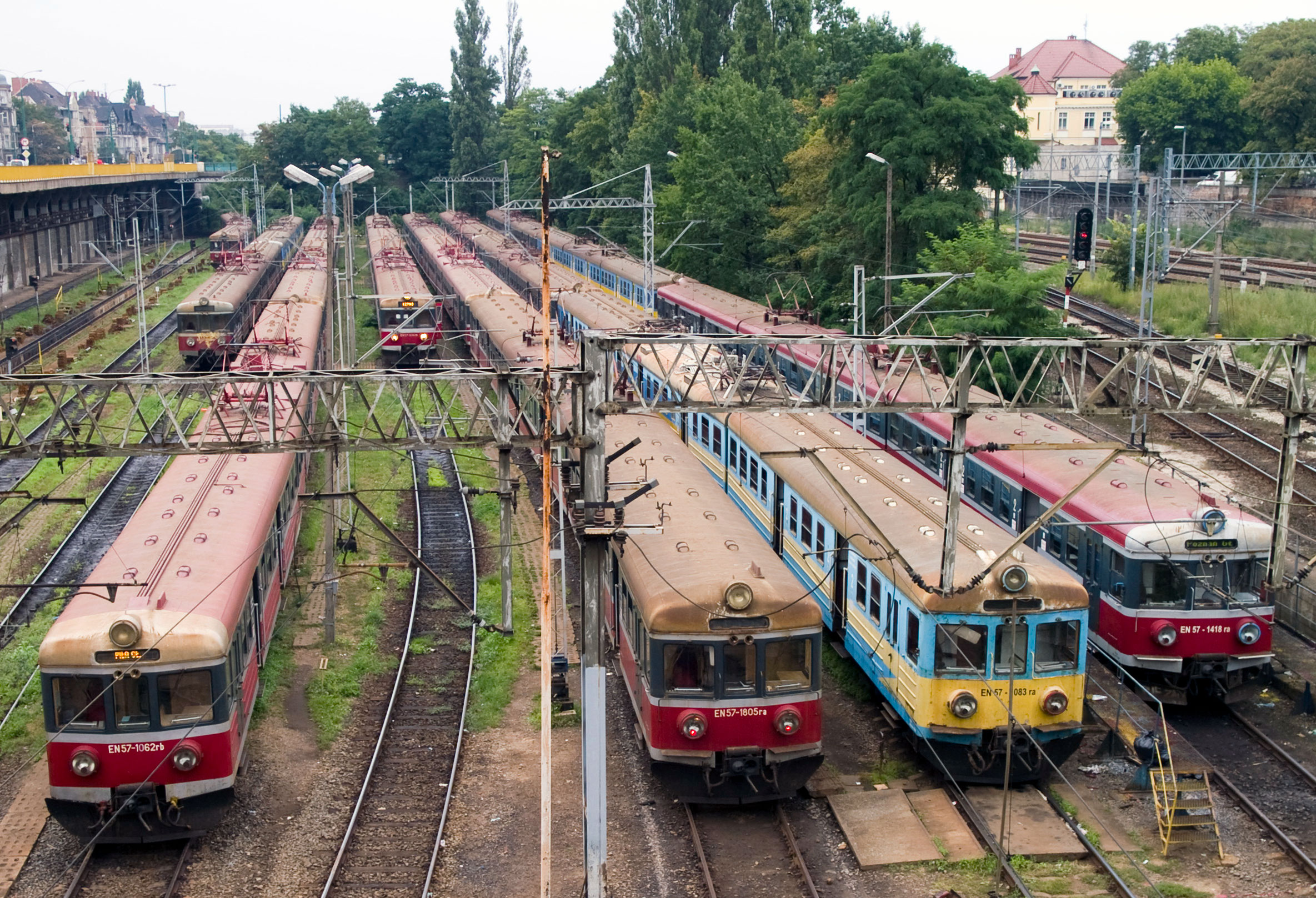
Triebwagen EN57 1062rb, 1805ra, 1083ra und 1418ra in Posen

Die Triebzüge EN57 bestehen aus einer festen Konfiguration von drei Wagen: Zwei jeweils außenliegende Steuerwagen (Kompressorwagen a und Batteriewagen b; Herstellerbezeichnung 5B) und einem dazwischenliegenden Triebwagen (Herstellerbezeichnung 6A). Der Antrieb erfolgt durch vier Tatzlagermotoren, die über ein automatisches Relaisschaltwerk angesteuert werden. Die Bremsanlage besteht in der Regel aus Knorr- bzw. Oerlikon-Druckluftbremsen, je nach Ausführung können einige Triebwagen auch elektrodynamisch bremsen. Scharfenbergkupplungen an den Wagenenden ermöglichen das Kuppeln mehrerer Triebzüge.

## Innenraum
In jedem Wagen befinden sich drei Abteile mit einem Durchgang zwischen den Sitzreihen. Sie sind von zwei mit Schiebetüren ausgestatteten Einstiegsräumen getrennt. Die Steuerwagen verfügen jeweils über eine Toilette, im Triebwagen dagegen befindet sich ein Schaltschrank. Die vorderen Teile der Steuerwagen sind jedoch anders eingerichtet; beidseitig ist eine zusätzliche handbetätigte Doppeltür vorhanden, die zu einem größeren Abteil mit klappbaren Sitzen führt und von dem man in den Führerstand eintritt. Diese Mehrzweckabteile werden als Diensträume, Gepäck- oder Fahrradabteile usw. genutzt. In den modernisierten Triebzügen EN57-2000 sind die Mehrzweckräume am Zugenden mit den Einstiegsräumen verbunden, an deren Eingangstüren Lifte für Behinderte vorhanden sind.
Ursprünglich waren die Triebzüge in allen Wagenteilen mit Fallrohrtoiletten ausgeführt. Da sich die hölzernen Toilettenkabinen im mittleren Triebwagen unmittelbar neben den Maschinenräumen befanden, ist es in diesen Bereichen häufig zu Fahrzeugbränden gekommen, weswegen die Bordtoiletten seit den 1980er Jahren sukzessive mit erhöhtem Brandschutz angepasst oder zum Teil ersatzlos auf eine Toilette je Triebzug reduziert wurden.

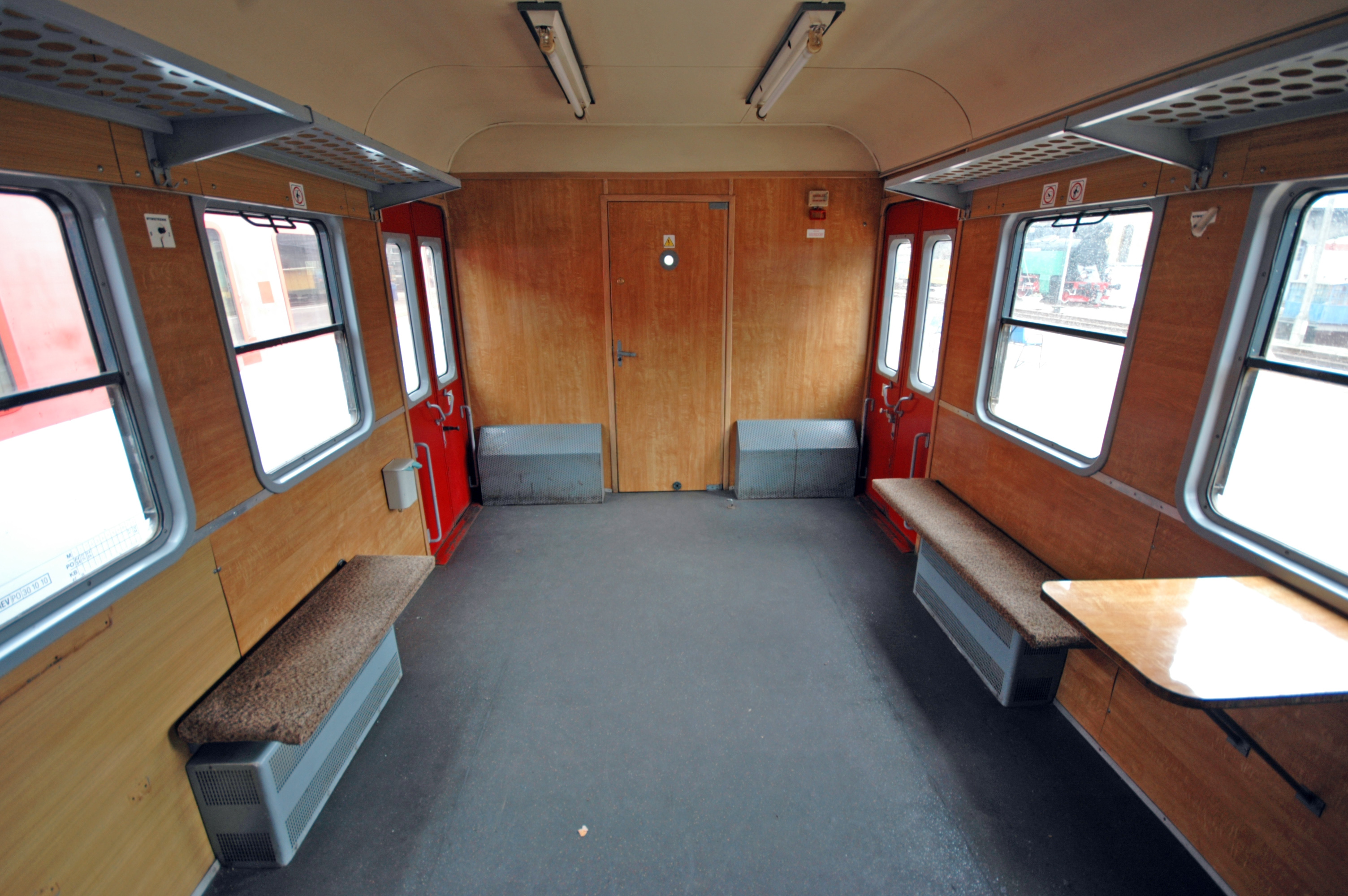
Innenansicht EN57-1776
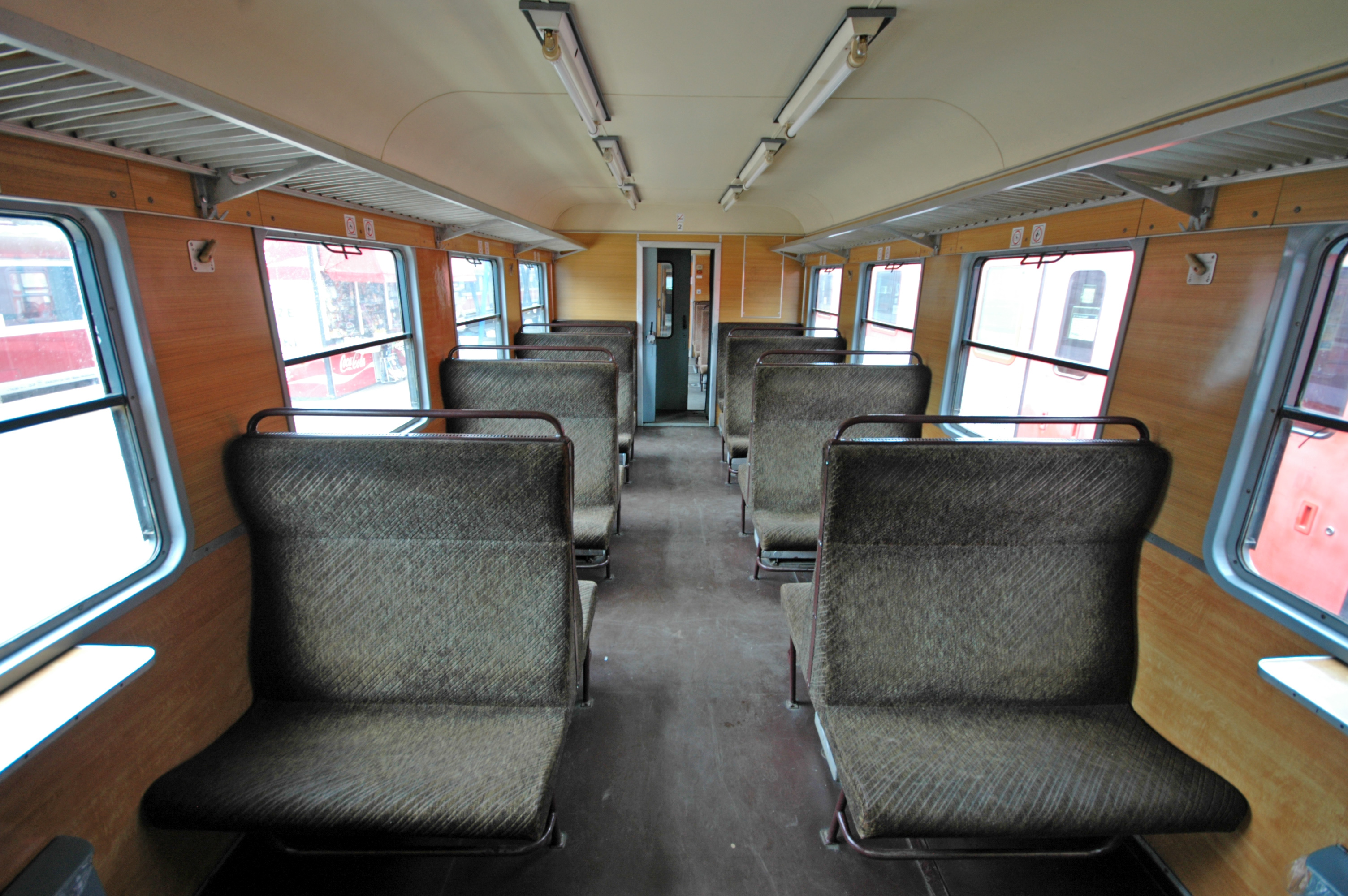
Innenansicht EN57-1776
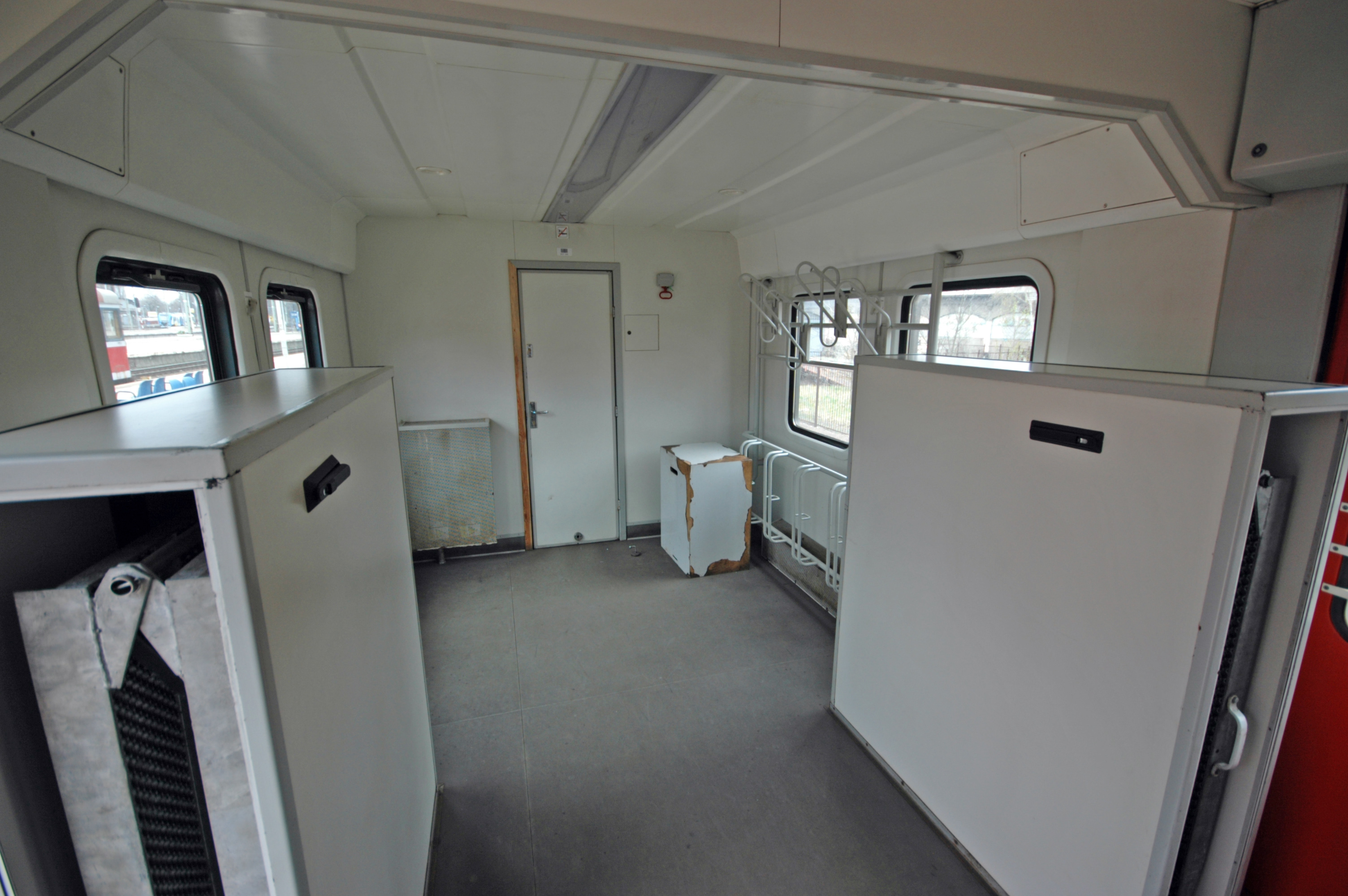
Innenansicht EN57-2026
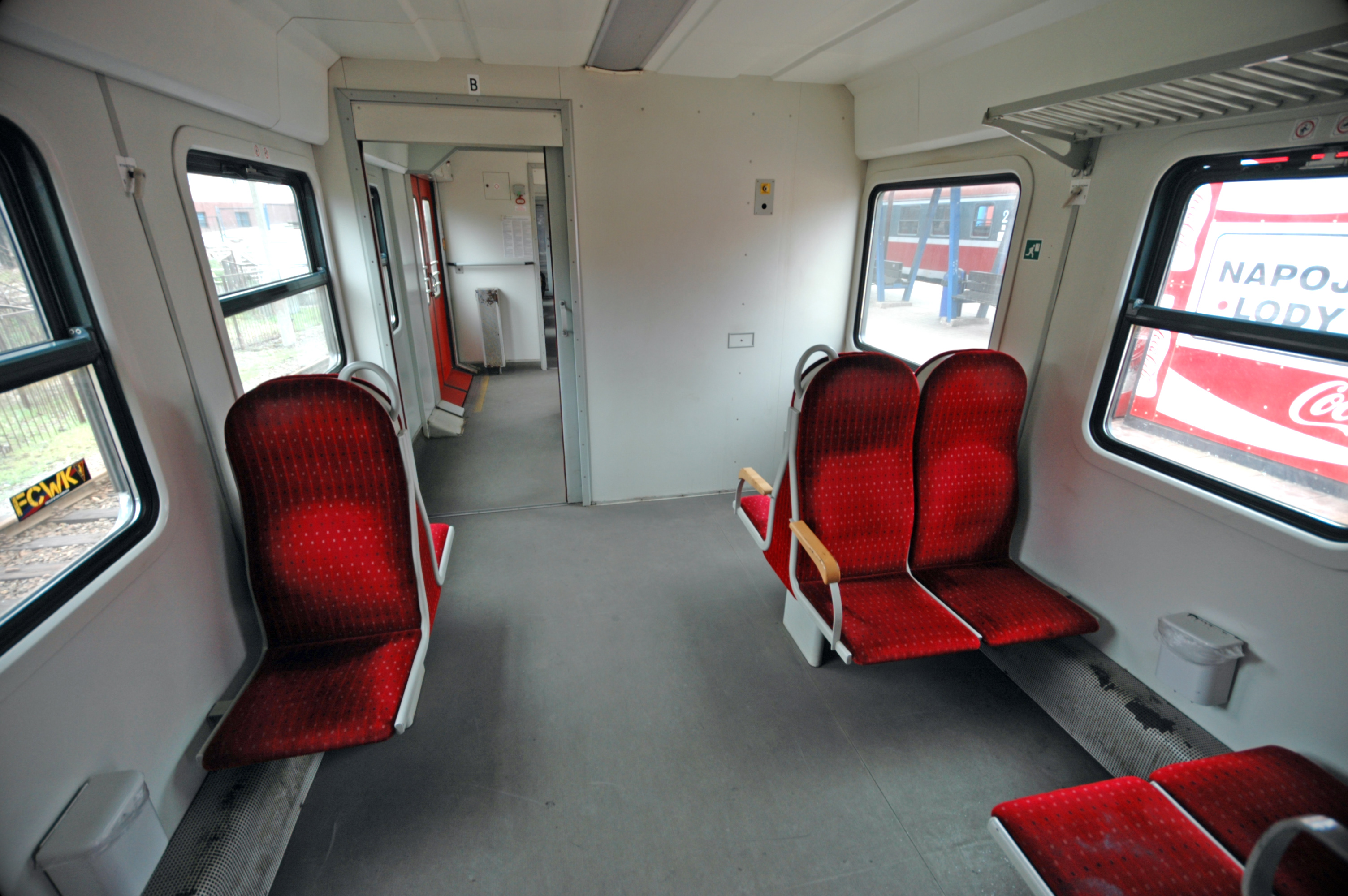
Innenansicht EN57-2026

## Bauserien

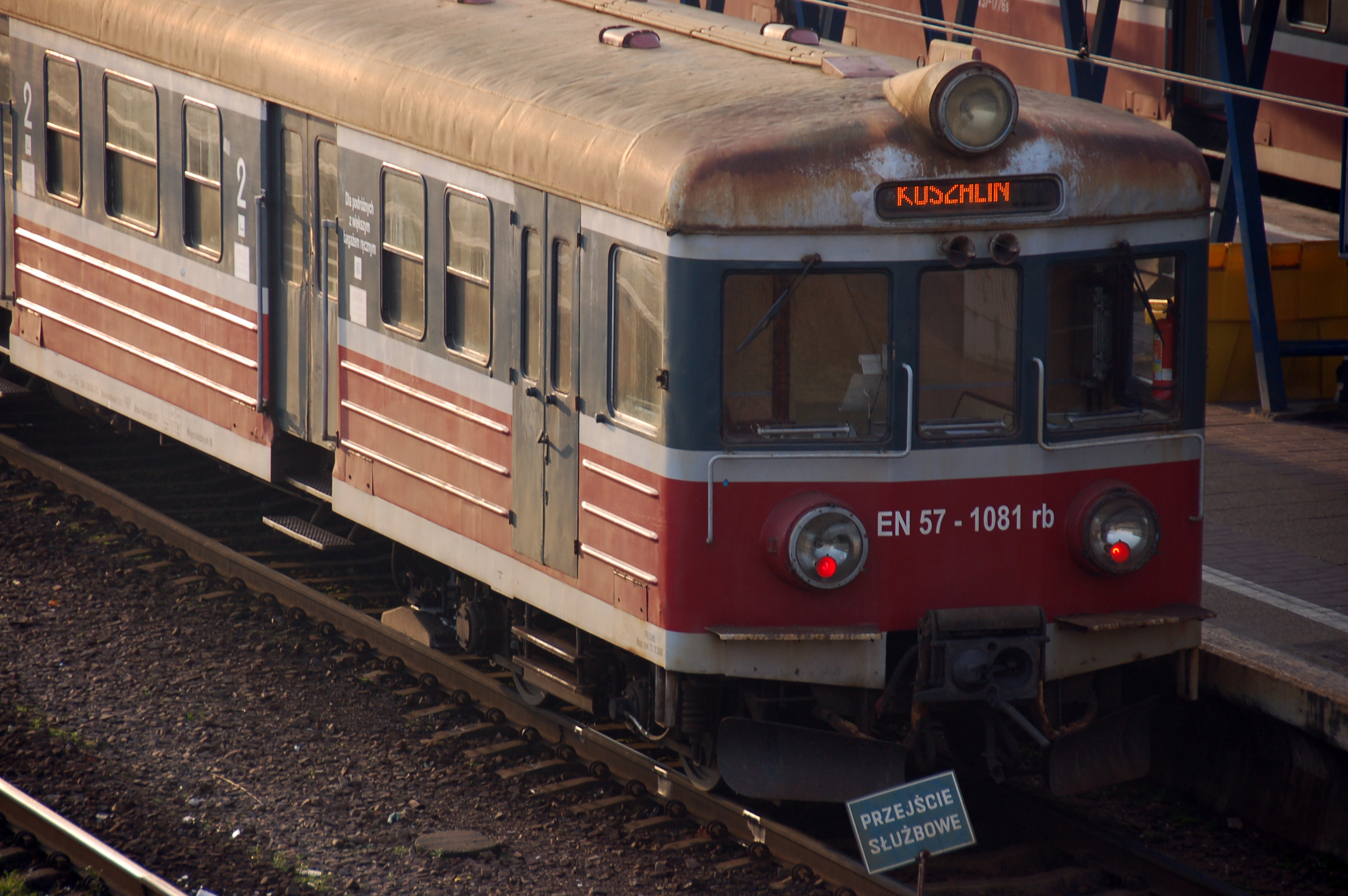
EN57-1081 in gesickter Bauweise 2010 im Hauptbahnhof Szczecin

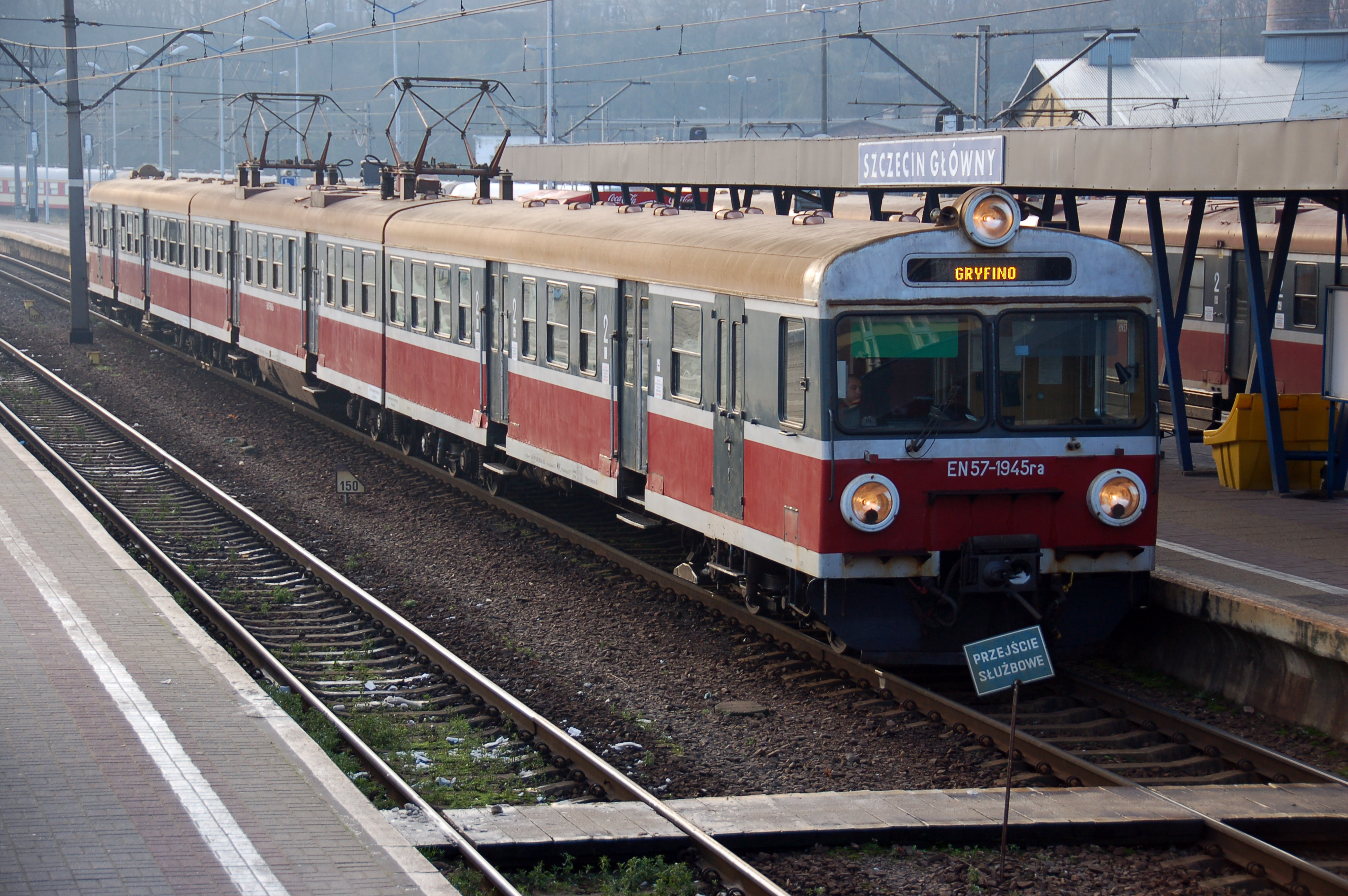
EN57-1945 mit zweiteiliger Frontscheibe 2010 im Hauptbahnhof Szczecin

Bis zur Nummer 601 hatten die Züge Sitzplätze der 1. und 2. Wagenklasse, danach nur noch der 2. Klasse. Bis zur Nummer 1113 wurden die Wagenkästen mit gesickten Seitenwänden gebaut, danach mit glatten Seitenwänden. Die Frontseiten der Züge bis Nr. 1825 haben drei Stirnfenster, ab Nummer 1900 bis 1953 wurden neue Fronten mit zwei Fenstern eingebaut, die der Reihe EW58 entsprechen. Im Lauf der Jahre wurden zahlreiche verschiedene Farbgebungen angebracht.

## Umbauten

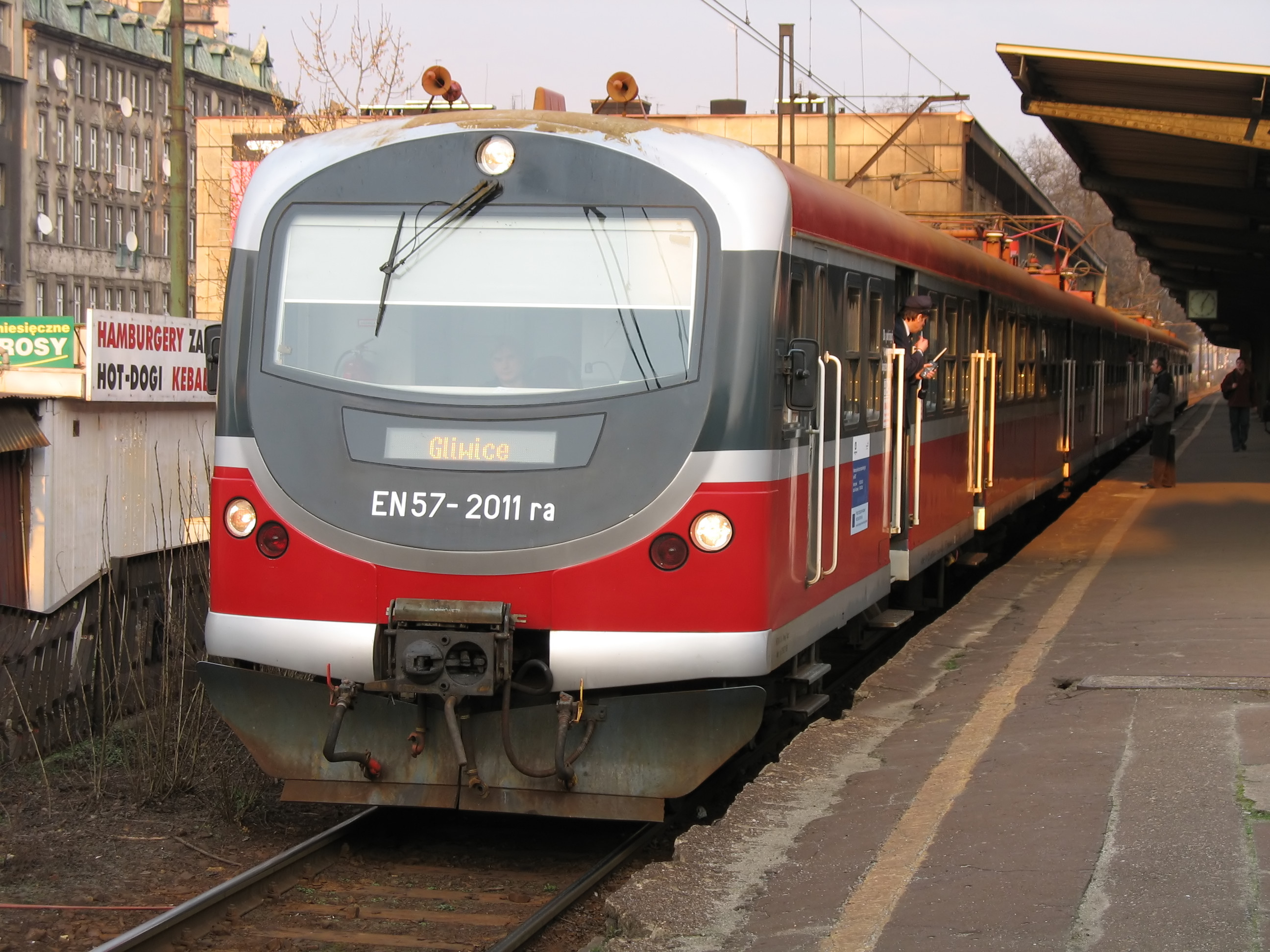
Modernisierter EN57 2011 in Zabrze

Die PKP hat mithilfe von EU-Fördergeldern ein Redesign-Programm vorgenommen, mit dem die EN57 erneuert und mit Matrix-Zugzielanzeigen ausgestattet werden, dabei werden auch die Plastiksitze durch moderne Sitze ersetzt. Teilweise werden auch die Frontseiten der Triebwagen ersetzt und Klimaanlagen eingebaut.
Sechs EN57 wurden für die Szybka Kolej Miejska w Warszawie (Warschauer S-Bahn) zu Triebwagen der Baureihe 14WE umgebaut, wobei der gesamte Aufbau ersetzt wurde.

## Vierteilige Variante: EN71
1976 wurden 20 vierteilige Triebzüge gebaut und als EN71 bezeichnet. Von 1976 bis 2003 entstanden weitere 30 EN71 durch Umbau aus EN57.

## Auslandseinsatz
Triebwagen der Reihe EN57 wurden nach Jugoslawien exportiert und im nach italienischen Normen elektrifizierten Netz in Slowenien und Kroatien eingesetzt. Sie erhielten die Reihenbezeichnung 315. Die HŽ führten nach ihrer Bildung einen neuen Nummernplan mit vierstelligen Stammnummern ein, die Triebwagen der bisherigen Reihe 315 erhielten die neue Reihenbezeichnung 6011/4011.